# Cirrus (Schiff, 2009)
Der Katamaran Cirrus ist ein Passagier-Motorschiff auf dem Vierwaldstättersee in der Schweiz. Er wird von der Schifffahrtsgesellschaft des Vierwaldstättersees (SGV) betrieben.

## Geschichte
Die Cirrus wurde in der Werft der SGV (Shiptec Lucerne) gebaut, um die 1966 in Dienst gestellte Pilatus zu ersetzen. Nach über 40 Jahren wurde damit wieder ein Schiff der SGV selbst geplant und vollumfänglich in der eigenen Werft gebaut.
2007 begann die fünfmonatige Entwicklungsphase, der sich eine zweijährige Bauzeit anschloss. 49.000 Stunden wurden in das Projekt mit dem Entwicklungsnamen MS 300 investiert. Die Baukosten betrugen 6,4 Millionen CHF. Die Jungfernfahrt fand am 23. April 2009 statt.
Die Cirrus war der erste Katamaran auf einem Schweizer See. Er ist ganzjährig auf Kurs- und Extrafahrten im Einsatz und kann für Anlässe gemietet werden.
Ursprünglich plante die SGV, zwei Katamarane zu bauen. Nach verhaltenen Reaktionen aus der Bevölkerung auf die Cirrus liess die SGV zunächst explizit offen, ob ein zweiter Katamaran tatsächlich gebaut wird. Die nächsten beiden Schiffe der SGV, Saphir (2012) und Diamant (2017), wurden nicht als Katamarane ausgeführt.

## Technische Beschreibung
Das aus Aluminium gebaute Schiff ist 40 Meter lang und 12,5 Meter breit, verdrängt beladen 126,9 Tonnen und wird von zwei Dieselmotoren mit je 368 kW angetrieben, mit denen es eine Geschwindigkeit von 31 km/h erreicht (Betriebsgeschwindigkeit 26 km/h). Die beiden Kiele haben einen Abstand von 8,5 Metern und beladen einen Tiefgang von 1,39 Metern.
Die Kraft wird mit zwei konventionellen Reintjes-Getrieben auf die Propeller übertragen. Sie müssen manuell aus- und eingekuppelt werden. Die Cirrus hat bei einem Notstopp aus voller Fahrt einen Anhalteweg von zweieinhalb Schiffslängen.
Das Schiff hat aus Gründen der Übersichtlichkeit und Barrierefreiheit nur ein Passagierdeck, auf dessen 359 m² Fläche 300 Passagiere (Bankettbestuhlung: 120) Platz finden. Die Bauform des Katamarans wurde gewählt, um die dafür erforderliche grosse Breite zu ermöglichen. In der Mitte des von Panoramascheiben umgebenen Fahrgastraums befindet sich eine Showküche.
In der Mitte der Brücke befindet sich ein Hauptfahrstand, auf den beiden Seiten je ein Aussenfahrstand.